# Моррелл, Артур
Артур Флеминг Моррелл (англ. Arthur Fleming Morrell; 10 ноября 1788 — 13 сентября 1880) — британский офицер Королевского флота, путешественник, комендант острова Вознесения.

## Биография
Артур Моррелл родился в 1788 году в Сток-Дамереле, графство Девон, второй сын лейтенанта Королевского флота Джона Моррелла. Его отец дослужился до звания уорент-офицера ко времени, когда его сыновья поступили на службу в Королевский флот. Братом Моррелла был Джон Артур Моррелл, который в 1806 году в звании коммандера служил на корабле HMS Eagle во время атаки на Неаполь, который в то время удерживал брат Наполеона, Жозеф Бонапарт. Моррелл вступил в Королевский флот в возрасте двенадцати или тринадцати лет в качестве добровольца первого класса. Вначале служил на HMS Doris, 38-пушечном корабле пятого ранга в Ла-Манше, который за годы службы Моррелла захватил несколько французских кораблей.
В дальнейшем служил в Карибском бассейне на корабле HMS Pique, в звании помощника капитана. Именно на борту Pique, захваченного французского корабля, ранее носившего имя Pallas, он принял участие в блокаде Сан-Доминго в 1803 году. Шлюпка с корабля Pique под командованием лейтенанта Несбита Уиллоуби была направлена для захвата французского фрегата Clorinde, который отступал от восставших гаитян под предводительством Жан-Жака Дессалина. Моррелл был в составе команды, которая привела Clorinde под британским флагом на Ямайку. Позже Pique принял участие в неудачной попытке захвата Кюрасао, который в 1804 году был отвоёван у Великобритании голландско-французскими войсками.
После девяти лет пребывания на Карибах Моррелл служил в Средиземном море на различных кораблях, включая HMS Termagant, с которого он наблюдал за падением Генуи в 1814 году, что стало одним из его последних морских сражений периода Наполеоновских войн. По окончании военных действий Великобритания обратилась к освоению Арктики, чтобы задействовать свой флот и попытаться открыть более короткий путь к богатому ресурсами Тихому океану.

### Освоение Арктики
В 1818 году Моррелл принял участие в «опасном плавании» к архипелагу Шпицберген в поисках Северо-Западного прохода, что стало одним из самых ранних арктических путешествий. Плавание было неудачным, но Моррелл позже будет награжден Полярной медалью. Капитан Дэвид Бьюкен командовал судном HMS Dorothea, а Моррелл служил первым лейтенантом. HMS Dorothea сопровождал HMS Trent, которым командовал Джон Франклин.
Будучи первым лейтенантом, Моррелл вёл подробный журнал, в котором были представлены метеорологические наблюдения и навигационные заметки. В итоге экспедиция не смогла пробиться сквозь толстый паковый лёд. Экспедиция вернулась в Англию, не достигнув своей цели. Прошло почти 40 лет, прежде чем арктические исследования были признаны, и в 1856 году была учреждена Полярная медаль, которая выдавалась задним числом за различные полярные путешествия, начиная с 1818 года, года экспедиции Бьюкена.

### Остров Вознесения
После недолгого периода командования кораблём HMS Espoir, который включал в себя успешное пресечение деятельности работорговых судов у западного побережья Африки, Моррелл, теперь уже в звании командора, в 1844 году был назначен комендантом острова Вознесения, острова в Атлантике, который имел стратегическое значение для Великобритании из-за его близости к Африке и Южной Америке.
В должности коменданта он прослужил почти три года, в течение которых Королевский флот продолжал бороться с работорговлей и использовал остров в качестве оперативной базы и склада продовольствия.

### Брак и семья
В 1820 году Моррелл женился на Элизабет Рид, дочери Уильяма Рида. Моррелл был повышен в звании до коммандера в 1821 году, но в условиях мира большая часть Королевского флота находилась на половине довольствия. Между периодами пребывания в море Моррелл и Элизабет, по-видимому, жили в Девонпорте или рядом с ним. Но к 1830 году семья переехала в Динан во Франции, где родились два его сына, Джордж Трумэн Моррелл и Артур Моррелл, оба также служили в Королевском флоте. Элизабет умерла в возрасте 61 года 29 сентября 1862 года, к тому времени семья поселилась в Дартфорде, графство Кент. У них было восемь детей, из которых шестеро дожили до зрелого возраста.
- Анна Харриетт Камберленд Пелью Моррелл
- Люси Элизабет Хейнс Моррелл, которая позже вышла замуж за шотландского хирурга и ботаника Эдварда Джорджа Ирвинга
- Чарльз Уолтер Моррелл
- Элиза Трумэн Моррелл
- Джордж Трумэн Моррелл, исследователь и впоследствии коммандер Королевского флота
- Артур Моррелл, впоследствии контр-адмирал Королевского флота
- Элиза Мэри Энн Моррелл
- Изабелла Кунард Моррелл

Моррелл вернулся на службу в 1843 году, получив под своё командование корабль HMS Espoir.